# Société nationale des pétroles du Congo
Pour les articles homonymes, voir SNPC (homonymie).
La Société nationale des pétroles du Congo (SNPC) est la compagnie pétrolière nationale de la république du Congo. Créée en 1998, elle est chargée de la gestion des intérêts de l'État dans le secteur des hydrocarbures, couvrant l'ensemble de la chaîne de valeur pétrolière, de l'exploration à la distribution. Son directeur général est Maixent Raoul Ominga depuis 2018.

## Organisation et gouvernance
La SNPC relève de la tutelle du ministère en charge des Hydrocarbures. Sa gouvernance s’appuie sur un conseil d’administration dont les membres sont désignés par décret en conseil des ministres pour un mandat de quatre ans, renouvelable. Ce conseil détermine les orientations stratégiques de la société, approuve les décisions majeures et veille à leur exécution. Il est assisté, dans ses missions de contrôle, par un comité d’audit composé de quatre de ses membres. Le conseil se réunit au moins deux fois par an ou chaque fois que l’intérêt de la société l’exige.
La direction générale est assurée par un directeur général nommé dans les mêmes conditions, pour un mandat de quatre ans renouvelable une seule fois. Il est responsable de la gestion administrative, technique et financière de l’entreprise, et la représente légalement.
La direction générale est assistée de quatre (04) directions centrales à savoir le sécrétariat général, la direction de l'amont pétrolier, la direction de l'aval pétrolier et la direction des finances et de la comptabilité.

## Direction générale
Depuis sa création en 1998, la SNPC a été dirigée par plusieurs personnalités nommées par décret présidentiel. Voici la liste des directeurs généraux successifs :
| Nom                        | Période                      | Intitulé officiel du poste                  |
| -------------------------- | ---------------------------- | ------------------------------------------- |
| Bruno Jean Richard Itoua   | 1998 - janvier 2005          | Président directeur général                 |
| Denis Marie-Auguste Gokana | janvier 2005 - décembre 2010 | Président directeur général                 |
| Jérôme Koko                | décembre 2010 – février 2018 | Directeur général, président du directoire, |
| Maixent Raoul Ominga       | février 2018 - à présent     | Directeur général                           |

## Filiales et activités
Le Groupe SNPC intervient sur l’ensemble de la chaîne de valeur de l’industrie pétrolière, grâce à six filiales actives dans les secteurs de l’amont et de l’aval. Il s’agit de la Société nationale de recherche et de production (SONAREP), chargée des activités d’exploration et de production ; d’Integrated Logistic Services (ILOGS), spécialisée dans la logistique pétrolière ; de la Société des forages pétroliers (SFP), responsable des opérations de forage ; de SNPC Trading, en charge de la commercialisation du brut congolais sur les marchés internationaux ; de la Congolaise de raffinage (CORAF), exploitant la seule raffinerie du pays ; et de SNPC Distribution (SNPC D), qui gère la distribution des produits pétroliers sur le territoire national. La SNPC dispose également d'une fondation d’entreprise, la Fondation SNPC, qui intervient dans des actions sociales, culturelles et éducatives. 
La SNPC détient des participations dans plusieurs champs d’exploration et de production, notamment Moho-Bilondo (15 %), Nkossa (15 %), M'Boundi (8,8 %), Kitina (35 %), Sendji (15 %), Yanga (15 %), Djambala (35 %), Foukanda (35 %), Mwafi (35 %), Emeraude (49 %), Yombo (44 %), Tilapia (35 %), Azurite (15 %), Turquoise Marine-1 (15 %) et Banga Kayo (15 %). 

## Finances
En 2022, selon un rapport du cabinet Ernst & Young, la SNPC a enregistré un chiffre d'affaires de 5,2 milliards de dollars américains, pour un bénéfice net de 123 millions de dollars.

## Projets récents
La SNPC a lancé un emprunt obligataire de 100 milliards FCFA pour financer l’extension de ses activités énergétiques. Cette levée de fonds, garantie par l’État et offrant un taux net de 6,5 % sur 5 ans (2024-2029), s’inscrit dans un programme global de 300 milliards FCFA destiné à renforcer la production pétrolière et l’autonomie énergétique du Congo. Accessible à partir de cent cinquante actions (150) soit 1,5 million FCFA, l’opération cible investisseurs institutionnels et particuliers,.
En mars 2025, la société a présenté son Plan Directeur du Gaz (PdG), visant à optimiser l'utilisation des ressources gazières du pays, à attirer les investissements étrangers et à développer le réseau électrique national.